# 大象 (企業)
大象（だいぞう、朝鮮語：대상、英語：Daesang）は、大韓民国（韓国）の食料品メーカーである。
食品製造・流通が中心で、うま味調味料「味元」の製造元でもある。

## 概要
創業者林大洪は1955年に日本へ渡ってうま味調味料の製造法を学び、東亜化成工業を創設。赤い鍋に白抜き字マークの「味元」を売り出し成功を収めた
。息子の林昌郁（現・名誉会長）は朴賢珠夫人が錦湖アシアナグループ創業家出身だったことから、同グループとは友好関係にあった。1997年に企業名を変更してから専門経営者に経営を任せるが、大象グループ及び持ち株会社大象ホールディングスの大株主は
長女の林世玲（元・李在鎔夫人、副会長）と次女の林尚敏（副社長）である。

## 歴史
- 1956年 - 釜山市に東亜化成を設立。グルタミン酸ナトリウム系のうま味調味料「味元」の生産を開始すると共に商標として登録。
- 1958年 - 本社をソウルに移転し、味元産業に社名変更。
- 1960年 - 澱粉及び澱粉糖、クエン酸事業を拡張。
- 1962年 - 株式会社味元に改称。
- 1965年 - 放鶴洞工場と倉洞工場を稼働開始。
- 1968年 - ポリスチレン製造販売開始。
- 1970年 - 韓国証券取引所に上場。
- 1973年 - 食品業界で初めてインドネシアに生産プラントを移転し、初の海外現地法人を設立。
- 1975年 - 有機質肥料事業に参入。
- 1979年 - 米国CPC社との合弁でリボン印ベストフードとクノール製品の製造・販売を開始。
- 1980年 - 中央研究所設立。
- 1984年 - 牛肉エキスベースのうまみ調味料「マナ」（맛나）を発売。
- 1985年 - 1986年ソウルアジア大会および1988年ソウルオリンピック公式調味料サプライヤーに指定。
- 1986年 - 全北群山市にリジン工場を設立。
- 1989年 - ミニストップと提携しコンビニ事業に進出。
- 1990年 - 忠清南道天安市に冷凍食品工場を設立。
- 1991年 - 白光産業持分の売却。
- 1993年 - 株式会社世元にまた社名を変更して系列分離。
- 1996年 - 淸淨園ブランドを導入。
- 1997年 - 現在の社名変更。
- 1998年 - リジン事業の売却。
- 2006年 - 建設事業部門を韓南建設（現.東西建設）に分割。
- 2016年 - 大象FNFを合併。
- 2019年 - 食品流通業者である大象ベストコを吸収合併。

## 事業
- 総合食品事業
- 澱粉糖事業
- リジン事業
- バイオ事業
- 健康事業
- ケタリング事業
- コーヒー事業
- 新鮮食品事業
- 食資材事業